# Hystaspes (Sohn des Xerxes I.)
Hystaspes (altpersisch Wištāspa) war ein Angehöriger der persischen Achämenidendynastie im 5. vorchristlichen Jahrhundert. Er war laut Ktesias der zweite, laut Diodor der dritte Sohn des Großkönigs Xerxes I. und der Amestris.
Von seinem Vater war Hystaspes als Satrap in Baktrien eingesetzt worden und folglich bei dessen Ermordung 465 v. Chr. nicht am Hof anwesend gewesen. Offenbar wurde er kurz nach der Machtergreifung des Artaxerxes I. und Hinrichtung des ältesten Bruders Dareios von seinem Posten abgesetzt, da schon bald mit Artapanos ein anderer Inhaber des Statthalteramtes genannt wird.